# Velikooktjabr'skij
Velikooktjabr'skij (in russo Великооктябрьский?) è un insediamento di tipo urbano della Russia europea, situato nell'oblast' di Tver', nel Firovskij rajon.
Si trova sul fiume Cna, 187 km a nord-ovest di Tver'.